# 五十嵐甚蔵 (初代)

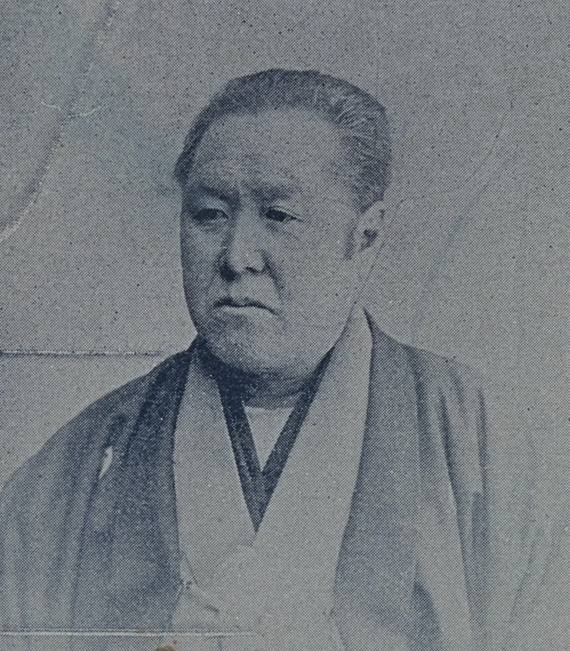
初代 五十嵐甚蔵

初代 五十嵐 甚蔵（いがらし じんぞう、1845年（弘化2年10月） - 1911年（明治44年）3月20日）は、明治時代の政治家。銀行家。大地主。貴族院多額納税者議員。諱は信澄、号は梅雨山人。

## 経歴
越後国蒲原郡金屋村（新潟県北蒲原郡金屋村、笹岡村、笹神村を経て現阿賀野市）出身。19歳の時、父が没し家督を相続する。
1870年（明治3年）越後府により治河会議所会計方試補に任ぜられ、1872年（明治5年）小区戸長となった。1875年（明治8年）第22大区長を最後に官職を辞した。
1879年（明治12年）同志と共に第百十六国立銀行を設立し、頭取に就任した。1897年（明治30年）私立銀行に転換後は取締役を務めた。
同年9月には新潟県多額納税者として貴族院議員に互選され、同年9月29日から1904年（明治37年）9月28日まで務めた。

## 親族
- 長男：五十嵐甚蔵 (2代)（銀行家、貴族院多額納税者議員）[5]